# When Worlds Collide
When Worlds Collide je americký katastrofický sci-fi film z roku 1951 vydaný společností Paramount Pictures. Produkoval ho George Pal, režíroval Rudolph Maté a hrají v něm Richard Derr, Barbara Rush, Peter Hansen a John Hoyt. Film vychází ze stejnojmenného sci-fi románu z roku 1933, který napsali Edwin Balmer a Philip Wylie.